# Bahawalpur (księstwo)

Flaga Bahawalpur (1885–1945)

Bahawalpur – dawne księstwo muzułmańskie znajdujące się na obszarze dzisiejszego Pakistanu.
Państwo obejmowało obszar 45,911 km², jego stolicą było Bahawalpur.
Państwo utworzono w 1690 roku. 22 lutego 1833 Bahawalpur przyjął protektorat brytyjski. 7 października 1947 wszedł w skład Pakistanu jako autonomiczne księstwo. 14 października 1955 księstwo zlikwidowano i włączono do prowincji Pendżab.

## Książęta Bahwalpur
- 1690–1702 Bahadur Chan II
- 1702–1723 Mobarak Chan I
- 1723–1746 Sadeq Mohammad Chan I
- 1746–1750 Mohammad Bahawal Chan I
- 1750–1772 Mobarak Chan II
- 1772–1809 Mohammad Bahawal Chan II
- 1809–1826 Sadeq Mohammad Chan II
- 1826–1852 Mohammad Bahawal Chan III
- 1852–1853 Sadeq Mohammad Chan III
- 1853–1858 Fath Mohammad Chan
- 1858–1866 Mohammad Bahawal Chan IV
- 1866–1899 Sadeq Mohammad Chan IV
- 1899–1907 Mohammad Bahawal Chan V
- 1907–1955 Sadeq Mohammad Chan V

## Premierzy Bahawalpur
- 1942–1947 Richard Marsh Crofton
- 1948–1952 John Dring
- 1952–1955 A.R. Khan